# جوشوا نيلسون
جوشوا نيلسون (بالإنجليزية: Joshua Nelson)‏ هو سياسي أمريكي، ولد في 20 فبراير 1987. حزبياً، نشط في الحزب الجمهوري.